# 圣昂布鲁瓦 (谢尔省)
圣昂布鲁瓦（法語：Saint-Ambroix，法語發音：[sɛ̃.t‿ɑ̃bʁwa]）是法国中央-卢瓦尔河谷大区谢尔省的一个市镇，位于阿爾農河畔，距离省会布尔日约27公里，属于布尔日区。

## 地理
圣昂布鲁瓦（46°55'54"N, 2°7'13"E）面积31.22 平方千米，位于法国中央-卢瓦尔河谷大区谢尔省，该省份为法国中部省份，北起卢瓦雷省，西接卢瓦-谢尔省和安德尔省，南至克勒兹省，东南接阿列省，东临涅夫勒省。
与圣昂布鲁瓦接壤的市镇（或旧市镇、城区）包括：锡夫赖、阿尔农河畔马勒伊、普里梅勒、索日、舒代、伊苏丹、塞格里。

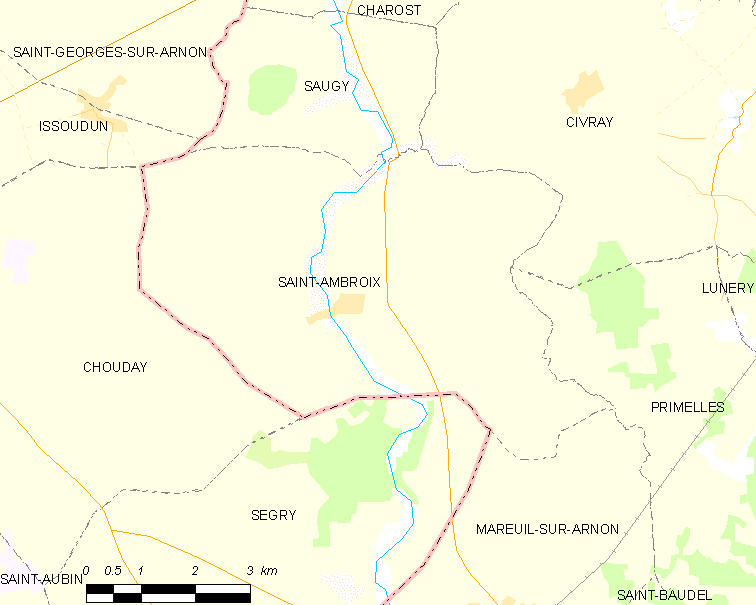
的OSM定位图

圣昂布鲁瓦的时区为UTC+01:00、UTC+02:00（夏令时）。

## 行政
圣昂布鲁瓦的邮政编码为18290，INSEE市镇编码为18198。

## 政治
圣昂布鲁瓦所属的省级选区为沙罗县。

## 人口

1962-2008年间人口变化图示

圣昂布鲁瓦于2022年1月1日时的人口数量为375人。